# 位元堂
位元堂藥廠有限公司是香港一家中藥廠，生產、銷售中成藥及保健產品。在市區上有商場及商鋪買入。位元堂藥廠有限公司的母公司是「位元堂藥業控股有限公司」 （港交所：0897），它於1997年10月31日在香港交易所（以得利集團名義）上市。

## 歷史

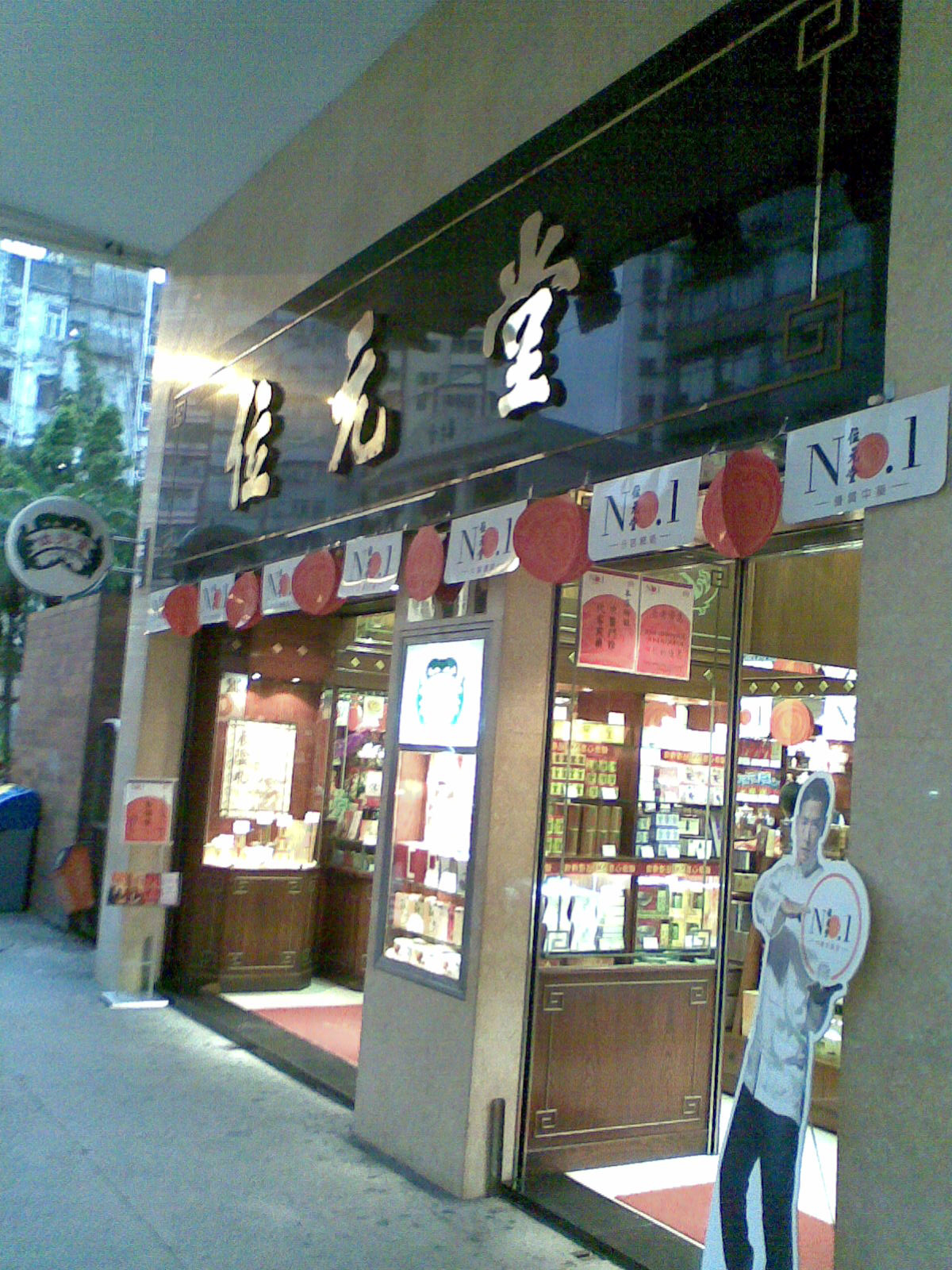
荔枝角道總店

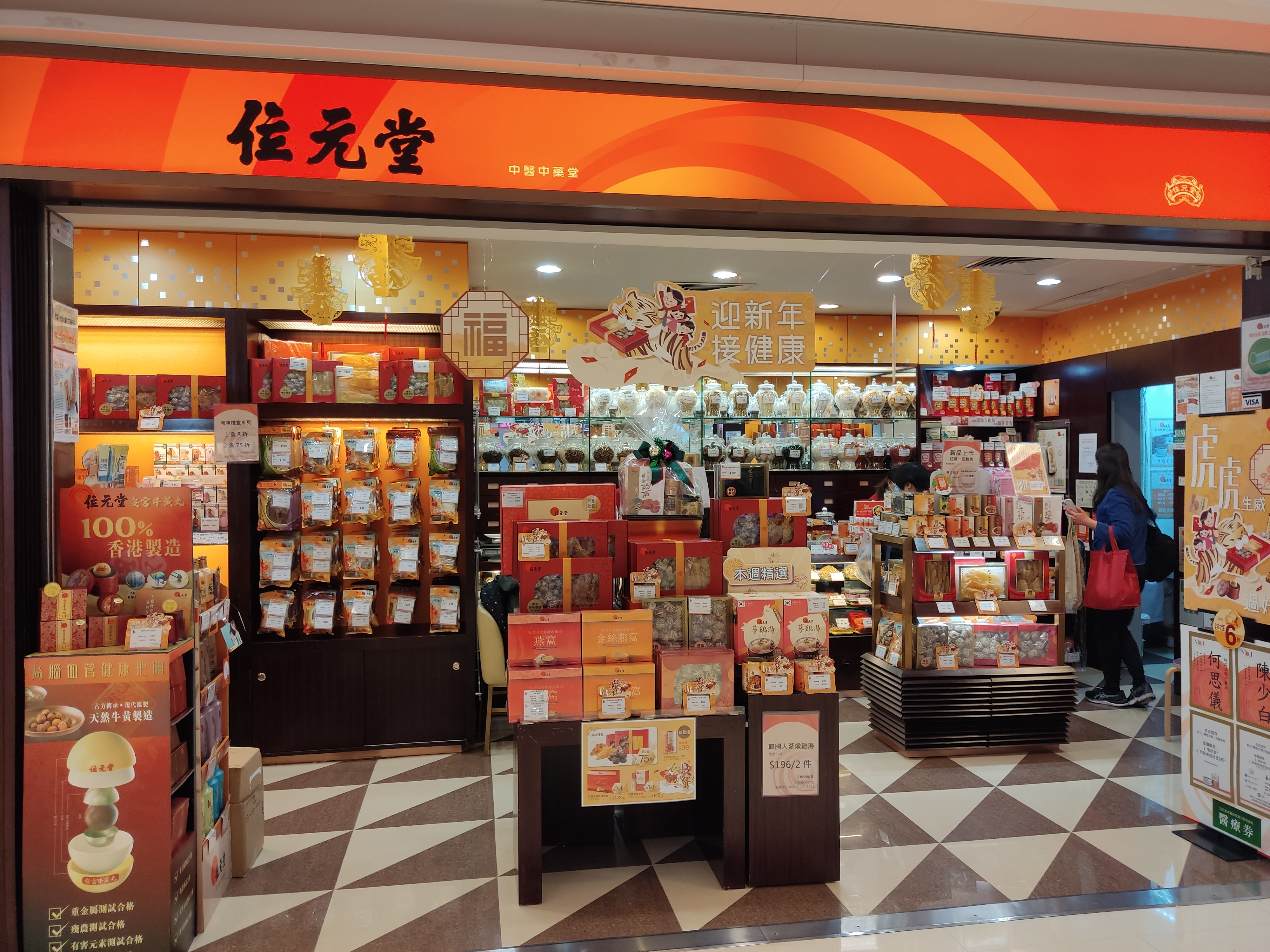
新都城2期的分店

位元堂創立於清光緒23年（1897年），由黎昌厚及多位官宦家族合夥人創辦，老舖位於廣州西關太平南路（今人民南路）旁的漿欄街（現漿欄路）44號。1930年在香港旺角荔枝角道開設分店。中共建政後的1952年，位元堂把總部從廣州遷至香港，避開了令眾多廣州藥號被當局充公的「公私合營」。1970年由黎氏第四代傳人黎宗岷先生接手管理位元堂。1980年正式在香港成立「位元堂藥廠有限公司」並獲得商標專利註冊。1998年開設香港首家一站式中醫保健中心。2000年被宏安以1億2,600萬港元收購。2002年，位元堂藥業控股有限公司（港交所：0897）於香港聯交所上市。2002年8月，獲正式注入「位元堂藥業控股有限公司」。

## 發展
位元堂位於九龍灣宏光道的廠房，佔地逾12萬平方呎，集自動化製藥工場、藥材加工中心、產品及藥材物流中心、低溫藥物倉庫房於一體，確保產品的安全。由2001年開始，位元堂以特許經營方式將其零售分店數目增加，擴闊服務覆蓋地域及加速滲透市場。除了分別位於佐敦、油麻地及旺角荔枝角道的 3間旗艦店外，門市地點分佈在銅鑼灣、元朗、上水、荃灣、觀塘、沙田及黃大仙各區，遍及香港、九龍和新界。
時至今日位元堂已成現代化的醫療保健集團，除了在香港經營50多家中醫中藥店，更在中國內地、美加、澳洲、新加坡、馬來西亞及其他東南亞地區銷售藥物及保健產品，發展多元化國際業務。
2013年12月2日美麗寶時裝老闆麥志光剛斥資約6,000萬元向位元堂買入九龍彌敦道510號地舖，此舖位面積約600方呎，一直由位元堂自用

## 推廣
位元堂最為人熟悉的產品是「位元堂扶正養陰丸」，1980年代以鄭少秋演出之電視廣告，以歌舞配以廣告歌「太陽出來了」，其歌詞「位元堂，養陰丸，好似太陽咁溫暖。」及「太陽出來了！」為人熟悉；2001年以李克勤重新拍攝此電視廣告。2005年仙草靈芝孢子則找來古巨基擔任產品代言人。2015年鄭欣宜重新拍攝此電視廣告。
2009年與寶潔旗下品牌飄柔（Rejoice）合作推出漢方防掉髮系列洗頭水。
安宮牛黃丸代言人為呂良偉。

## 社會服務
2022年，位元堂藥業響應抗疫行動，捐贈5000粒安宮牛黃丸、60萬包防感茶予社區各界有需要的病人，及推出網上中醫診症服務，設免費中醫師諮詢及送贈中藥熱線。另外深圳社區捐贈3000粒安宮牛黃丸、1萬份病毒檢測試劑及210萬元善款。

## 榮譽
- 2001年位元堂獲選為香港名牌
- 2002年則取得香港超級品牌獎項
- 2004年獲廣州日報頒發第一屆「香港優質誠信商號」獎項
- 2006年同時獲得香港中醫藥管理委員會及澳洲藥品管理局（TGA）頒發GMP（中成藥生產質量管理規範）國際權威的認證
- 2006年獲廣州日報主辦明報協辦第三屆港澳優質誠信商號
- 2007年獲廣州日報主辦明報協辦第四屆港澳優質誠信商號
- 2007年獲得資本雜誌香港傑出連鎖店
- 2007年同時獲得第十三屆十大電視廣告頒獎典禮最受歡迎電視廣告男演員大獎
- 2007年由明報及香港中文大學主辦第一屆香港驕傲企業品牌選舉
- 2007年Design for Asia Award
- 2008年第十四屆十大電視廣告頒獎典禮最佳電視廣告動作場面大獎
- 2008年廣州日報主辦明報協辦第五屆港澳優質誠信商號
- 2008年由資本企業家主辦的首屆「香港品牌大賞2008」
- 2008年由經濟日報集團《Take me Home‧生活區報》首度舉辦之「香港家庭最愛品牌大賞08-09」，位元堂榮獲香港家庭最愛中式保健湯包大獎
- 2009年由資本雜誌主辦第九屆資本傑出企業成就獎最佳生物科技公司
- 2009年由讀者文摘舉辦信譽品牌2009中藥保健產品金獎
- 2009年TVB周刊頒發傑出企業形象大獎2009
- 2010年香港中藥業協會。TVB周刊合辦2010至愛優質中藥品牌大獎
- 2010年由經濟日報集團《Take me Home‧生活區報》舉辦之「香港家庭最愛品牌大賞09-10，位元堂榮獲香港家庭最愛中藥材及保健產品專門店
- 2011年由明報及香港中文大學主辦香港驕傲企業品牌
- 2011年卓越品牌大獎
- 2011年香港中藥業協會。TVB周刊合辦2011優質品牌大獎
- 2011年東周刊主辦香港服務大獎2011

## 食物安全事件
2015年2月，食物安全中心表示位元堂的特級天白花菇樣本中金屬雜質鎘含量超出法例標準，呼籲業界停止出售。

## 外部連結
- 位元堂網站（页面存档备份，存于）
- 位元堂藥業控股網站（页面存档备份，存于）
- 位元堂鄧梅芬從街市到商場 快周刊